# 航空宇宙産業

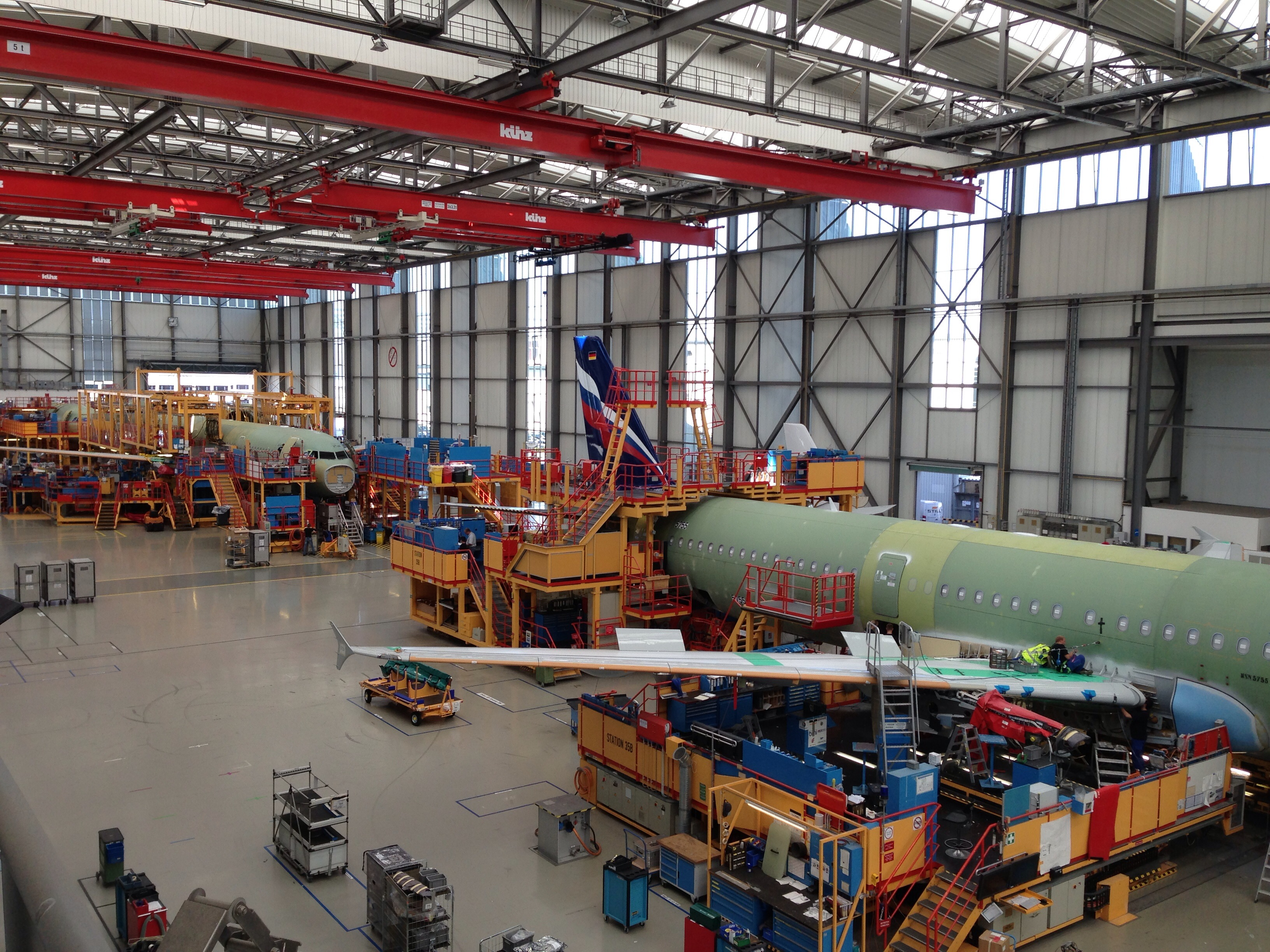
ハンブルク・フィンケンヴェルダー空港のエアバス工場の最終組立ライン3にあるエアバスA321

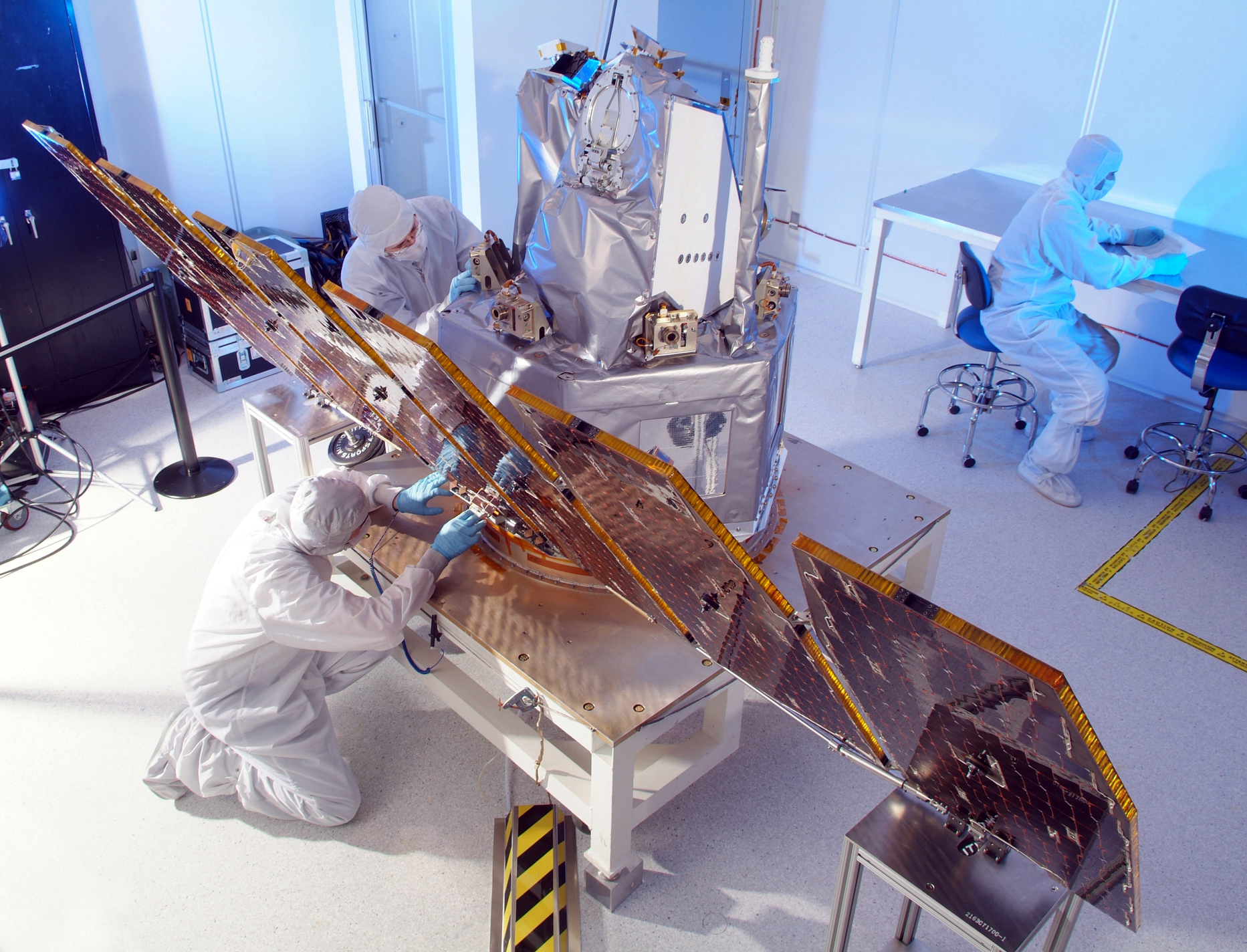
NASAのAIM (人工衛星)衛星はクリーンルームで組み立てられる

航空宇宙産業（こうくううちゅうさんぎょう、Aerospace Industry）とは、航空機や航空機の部品、ミサイル、ロケット、宇宙船を製造する産業である。この産業には、設計、製造、テスト、販売、整備などの工程がある。その規模が大きければ部分的に関わる企業、組織が存在する。本項では、エアロスペース・マニュファクチャー（英語: Aerospace manufacturer）についても述べる。

## 世界における航空宇宙産業
ヨーロッパでは、エアバス、BAE システムズ、タレス、ダッソー、サーブ、レオナルドといった大手の航空宇宙企業がシェアを占める中、その最大のカスタマーは欧州宇宙機関で、多数の国が参加している組織である。ロシアではオブロンプロムと統一航空機製造会社が最大の組織、アメリカ合衆国では国防総省とNASAが代表的なカスタマーであり、ボーイング、ユナイテッド・テクノロジーズ、ロッキード・マーティンなどが主要な企業である。このほかにもブルーオリジンやスペースXなど商業有人宇宙飛行を目指すベンチャー企業が設立されている。
それら民間企業の拠点は、アメリカのシアトルとセントルイス、イギリスのランカシャーとブリストル、カナダのモントリオール、ドイツのハンブルク、フランスのトゥールーズ、ブラジルのサン・ジョゼ・ドス・カンポスなどがある。

## 世界市場

### 大手の航空宇宙企業
2018年には、新しい商用航空機の価値は2,704億ドル、ビジネス航空機は180億ドル、民間ヘリコプターは40億ドルになると予測されている。
| 会社                               | 収益 | 収益  | 収益 | 収益 | 収益 | 収益 | 営業利益 | 営業利益 | 営業利益 | 営業利益 | 営業利益 | 営業利益 | 国             |
| 会社                               | 2019 | 2018  | 2017 | 2016 | 2015 | 2014 | 2019     | 2018     | 2017     | 2016     | 2015     | 2014     | 国             |
| ---------------------------------- | ---- | ----- | ---- | ---- | ---- | ---- | -------- | -------- | -------- | -------- | -------- | -------- | -------------- |
| エアバス                           | 78.9 | 75.1  | 72.3 | 70.8 | 68.8 | 80.6 | 1.5      | 5.95     | 3.70     | 2.40     | 4.34     | 4.50     | 欧州連合       |
| ボーイング                         | 76.6 | 101.0 | 93.4 | 94.6 | 96.1 | 90.8 | -1.98    | 12.00    | 10.30    | 4.90     | 5.18     | 7.47     | アメリカ合衆国 |
| ロッキード・マーティン             | 59.8 | 53.8  | 51.0 | 47.2 | 40.5 | 45.6 | 8.55     | 7.33     | 5.90     | 5.55     | 4.71     | 5.59     | アメリカ合衆国 |
| ユナイテッドテクノロジーズ         | 46.9 | 36.0  | 30.9 | 29.0 | 33.1 | 36.2 | 5.77     | 3.57     | 3.83     | 3.84     | 3.00     | 4.57     | アメリカ合衆国 |
| ノースロップ・グラマン             | 33.8 | 30.1  | 25.8 | 24.5 | 23.5 | 24.0 | 3.97     | 3.78     | 3.30     | 3.19     | 3.08     | 3.20     | アメリカ合衆国 |
| GE・アビエーション                 |      | 30.6  | 27.4 | 26.3 | 24.7 | 24.0 |          | 6.47     | 6.64     | 6.12     | 5.51     | 5.00     | アメリカ合衆国 |
| レイセオン                         |      | 27.1  | 25.3 | 24.1 | 23.2 | 22.8 |          | 4.54     | 3.32     | 3.24     | 3.01     | 3.18     | アメリカ合衆国 |
| サフラン                           |      | 25.2  | 17.9 | 16.8 | 16.6 | 18.3 |          | 3.43     | 2.58     | 2.54     | 1.71     | 2.74     | フランス       |
| ロールス・ロイス・ホールディングス |      | 15.0  | 12.7 | 12.0 | 13.2 | 14.7 |          | 0.44     | 1.11     | 0.98     | 1.77     | 2.15     | イギリス       |
| レオナルド (Finmeccanica)          |      | 14.4  | 12.5 | 12.8 | 13.9 | 17.2 |          | 0.59     | 0.90     | 1.05     | 0.94     | 0.72     | イタリア       |
| BAEシステムズ                      |      | 12.8  | 13.4 | 13.4 | 13.9 | 13.7 | -        | -        | -        | -        | -        | -        | イギリス       |

## 日本における航空宇宙産業
日本における航空宇宙産業は主に国内の総合重機械産業を中心に呼称される場合が多い。特に、三菱重工業、川崎重工業、SUBARU、IHIの4重工、および日本電気、三菱電機は自社内に航空宇宙輸送機の開発・製造を行う事業部を保有している。
近年では航空機の機体一部製造にとどまらず、川崎重工業では自衛隊の完成ジェット航空機であるP-1哨戒機やC-2輸送機を開発完了・製造されており、三菱重工業ではMitsubishi SpaceJetといった民間航空機を開発完了・製造開始目前という段階になっていることから、鉱山、鉄鋼、造船、自動車、電機、ITと変遷してきた主軸産業で次世代の主軸産業となることは確実視されている。日本国政府も国家の経済力・防衛力に大きく寄与することから専門の法整備や補助金などを配賦するなど育成に強く乗り出している。

### 日本における航空宇宙産業の主な拠点
以下は、主な企業の航空宇宙事業を行っている拠点。なお、各製作所・事業部下に複数工場がある場合は割愛する。
| 都道府県 | 企業名     | 事業所                              |
| 東北地方 | 東北地方   | 東北地方                            |
| -------- | ---------- | ----------------------------------- |
| 福島県   | IHI        | 相馬第一工場                        |
| 福島県   | IHI        | 相馬第二工場                        |
| 関東地方 |            |                                     |
| 栃木県   | SUBARU     | 宇都宮製作所                        |
| 東京都   | IHI        | 瑞穂工場                            |
| 東京都   | NEC        | 府中事業場                          |
| 神奈川県 | 三菱電機   | 鎌倉製作所                          |
| 中部地方 |            |                                     |
| 愛知県   | 三菱重工業 | 名古屋航空宇宙システム製作所        |
| 愛知県   | 三菱重工業 | 名古屋誘導推進システム製作所        |
| 愛知県   | SUBARU     | 半田工場                            |
| 愛知県   | SUBARU     | 半田西工場                          |
| 愛知県   | 川崎重工業 | 航空宇宙ディビジョン 名古屋第一工場 |
| 愛知県   | 川崎重工業 | 航空宇宙ディビジョン 名古屋第二工場 |
| 岐阜県   | 川崎重工業 | 航空宇宙ディビジョン 岐阜工場       |
| 近畿地方 |            |                                     |
| 兵庫県   | 川崎重工業 | 航空エンジンディビジョン 西神工場   |
| 兵庫県   | 川崎重工業 | 航空エンジンディビジョン 明石工場   |
| 兵庫県   | 新明和工業 | 航空機事業部                        |
| 中国地方 |            |                                     |
| 広島県   | 三菱重工業 | 広島製作所                          |
| 広島県   | IHI        | 呉第二工場                          |

## 関連産業
製造の他、研究や設計のみを行う会社、航空会社などの運航会社、整備や改造を行う会社、航空会社へのサービスを提供する会社など航空機に関わる周辺産業も形成されている。

## 文献
- ジョン ニューハウス著 航空機産業研究グループ訳 『スポーティーゲーム―国際ビジネス戦争の内幕』學生社 (1988/12) ISBN 978-4311600142
- John,Newhouse. The Sporty Game: The High-Risk Competitive Business of Making and Selling Commercial Airliners 1982. ISBN 978-0394514475